# 鄂圖曼帝國的分裂

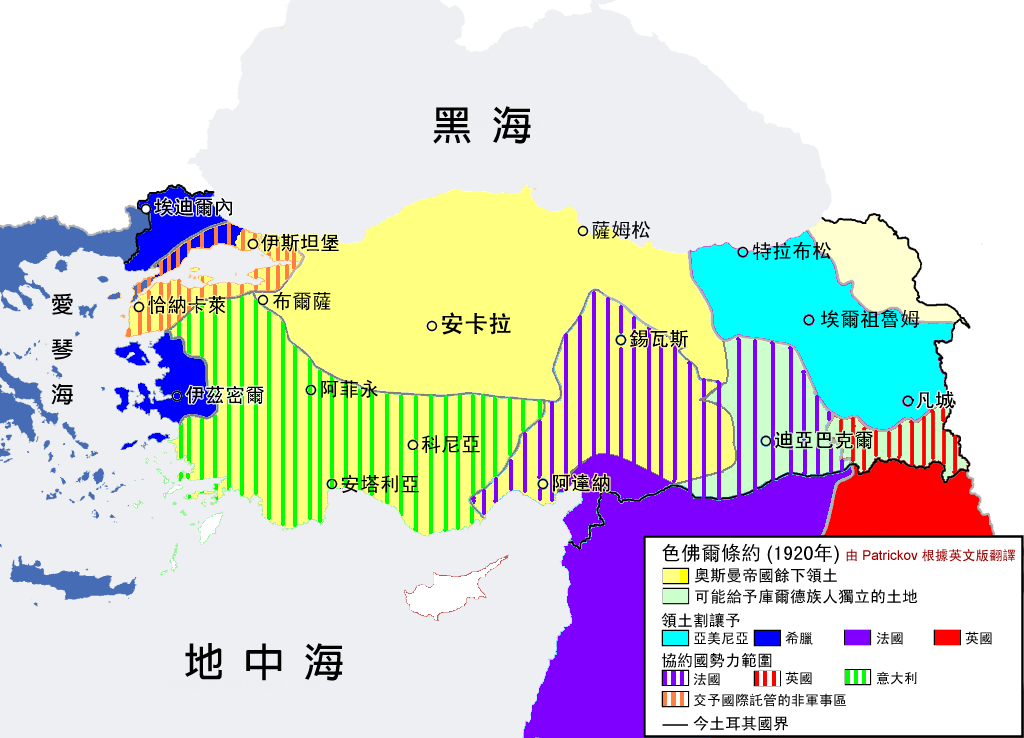
根據色佛爾條約，協約國瓜分奧斯曼帝國的情況

奧斯曼帝國的分裂，又稱為奧斯曼解體，是一件發生在第一次世界大戰之後的政治事件，被奧斯曼帝國蘇丹統治的大片領土及人口被列強瓜分及分裂為多個新的國家。
儘管奧斯曼帝國的敵人協約國的各國具有不同的戰後意圖，各自訂立了許多雙邊及三邊協議，但協約國在戰爭早期已經開始計劃瓜分奧斯曼帝國。1918年11月，英國及法國軍隊佔領君士坦丁堡，奧斯曼帝國隨即崩潰，並於1920年與協約國簽訂《色佛爾條約》。但條約被認可之前，土耳其獨立戰爭就迫使了協約國重返談判桌。協約國與大國民議會於1923年簽訂《洛桑條約》，以替代《色佛爾條約》及解決領土紛爭。尚未解決的紛爭則在後來由國際聯盟商討。
奧斯曼帝國的分裂形成了現今的阿拉伯世界及土耳其共和國。國際聯盟允許法國託管敘利亞及黎巴嫩，又允許英國託管美索不達米亞（現伊拉克）及巴勒斯坦（後來分為巴勒斯坦及外約旦）。奧斯曼帝國的部分阿拉伯半島領地成為現今沙地阿拉伯及也門的一部分。

## 概述

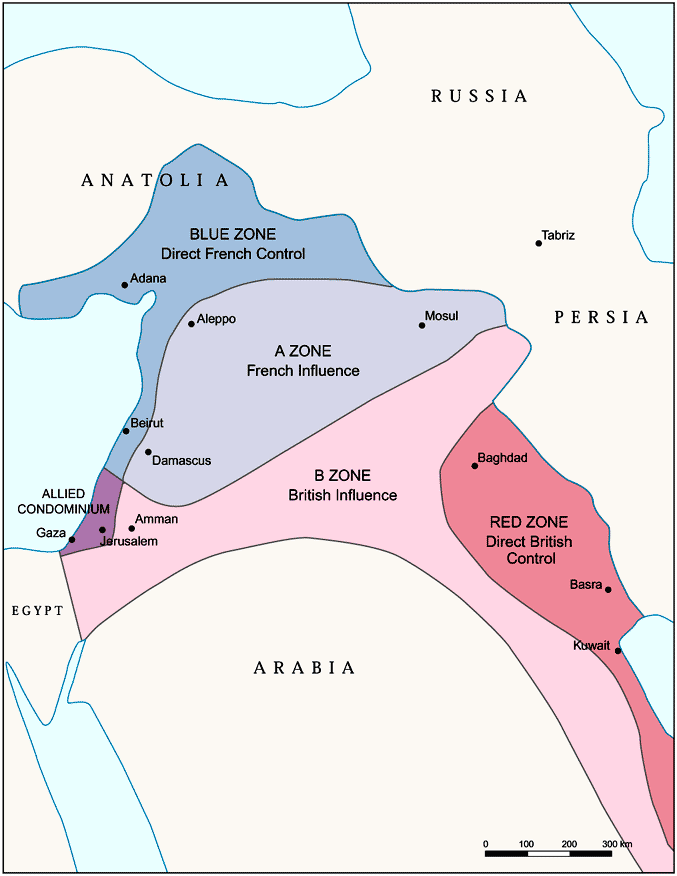
賽克斯-皮科協定。

奧斯曼帝國曾經是地緣政治、文化及意識形態上具有領先地位的伊斯蘭國家。奧斯曼帝國的分裂導致西方國家在中東的影響力增強，如英國、法國。土耳其國民運動最先抵抗這些影響力，在第一次世界大戰以後，抵抗力擴散到整個中東。
早在第一次世界大戰時，協約國簽訂了多個秘密協議，計劃瓜分奧斯曼帝國。賽克斯-皮科協定協議由英國及法國劃分中東東部（又稱大敘利亞）。貝爾福宣言鼓吹錫安主義運動推動猶太人在巴勒斯坦地區定居，那裡是古以色列王國的所在地，但在當時，那裡的人口大多是阿拉伯穆斯林。俄羅斯帝國亦與三國協約簽訂有關瓜分奧斯曼帝國的戰時協議，但在俄國革命爆發後，俄國並沒有實際參與瓜分奧斯曼帝國。

## 阿拉伯地區
《色佛爾條約》承認中東的新國際聯盟託管地、也門的獨立以及英國對塞浦路斯的主權。

### 法屬託管地
敘利亞成為法國的受保護國（名義上是國際聯盟託管地），基督徒聚居的海岸分裂成黎巴嫩。

#### 黎巴嫩託管地
法國劃分了一個叫大黎巴嫩的地區，這是現今黎巴嫩的雛形。大黎巴嫩始自1920年9月1日至1926年5月23日。法國開拓累范特的大片地區，為馬龍派基督教徒創立一個「安全港口」。1943年，馬龍派教徒得到自治權，並在獨立的黎巴嫩裡站穩陣腳。
法國以馬龍派的名義干預黎巴嫩始於奧斯曼帝國的協約，那些協約在十六世紀至十九世紀之間訂立。1866年，優素福·貝伊·卡拉姆領導一批馬龍派教徒在黎巴嫩山起義，一批法國海軍支援他們，在蘇丹的宮廷對抗達活特的政府軍，後來又護送卡拉姆到安全地區。

#### 敘利亞託管地
賽克斯-皮科協定允許法國佔據現今的敘利亞地區。1923年，法國正式託管敘利亞直到1943年，敘利亞宣佈獨立。

### 英屬託管地

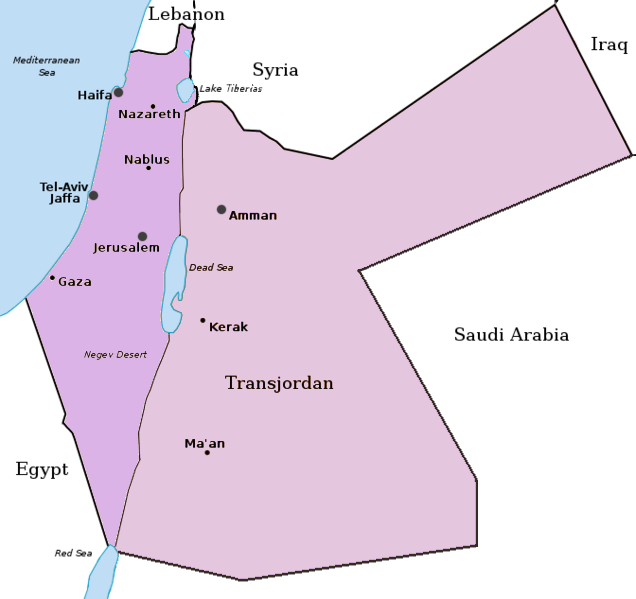
英屬巴勒斯坦託管地。

伊拉克及巴勒斯坦均成為英屬託管地。謝里夫侯賽因的兒子費薩爾成為伊拉克國王。巴勒斯坦被一分為二，東半部即是外約旦，由謝里夫侯賽因的另一名兒子阿卜杜拉統治，西半部直接由英國管治，境內的猶太人受英國保護。阿拉伯半島的其他部分則交由英國的盟友伊本·沙特管治，他在1932年創立沙特阿拉伯王國。

#### 美索不達米亞託管地
美索不達米亞託管地屬於國際聯盟的第一等託管地，直到1932年伊拉克王國成立。

#### 摩蘇爾事件
1920年代，英國與土耳其對前奧斯曼帝國的摩蘇爾的統治權爆發爭議。在1923年所簽訂的《洛桑條約》下，摩蘇爾劃歸英屬美索不達米亞託管地，但新成立的土耳其共和國宣稱摩蘇爾曾經是土耳其的心臟地區。由三人組成的國際聯盟委員會於1924年抵達摩蘇爾進行調查。1925年，委員會建議摩蘇爾應納入伊拉克，由英國託管25年，以確保庫爾德人的自主權。土耳其不承認這個決定。1926年6月5日，英國、伊拉克及土耳其簽訂協議，決定跟隨國際聯盟的決定。摩蘇爾納入英屬美索不達米亞託管地，直到伊拉克在費薩爾的努力下於1932年獨立，英國則可保留其軍事基地及在伊拉克運輸軍隊的權力。

#### 巴勒斯坦託管地
在戰時，英國就巴勒斯坦的去向作出了三個互相矛盾的承諾。英國透過聯絡官托馬斯·愛德華·勞倫斯承諾，一個覆蓋中東阿拉伯大部分地區的聯合國家即將會取得獨立，以換取阿拉伯對英軍的支持。而1917年的貝爾福宣言又承諾會促成一個猶太人的國度。麦克马洪-侯赛因协定則同意哈希姆家族將可獲得區內的統治權，以換取他們支持阿拉伯起義。
勞倫斯有份策劃的阿拉伯起義，結果艾倫比將軍領導的英軍於1917年擊敗奧斯曼帝國軍，並佔領巴勒斯坦及敘利亞。
巴黎和會籌組的國際聯盟准許英國接管巴勒斯坦，前英國內閣郵政總局局長赫伯特·塞繆爾被任命為首位巴勒斯坦的高級專員。1920年在意大利舉行的圣雷莫会议，巴勒斯坦交由英國託管。1923年，英國轉讓部分戈蘭高地給法屬敘利亞託管地以換取麥圖拉地區。

### 獨立運動
奧斯曼帝國覆亡後，阿拉伯人在大馬士革宣佈獨立，但他們在經濟及軍事上的實力太弱，英國及法國很快就重新控制局面。
在1920至1930年代，伊拉克、敘利亞及埃及都走向獨立，儘管英國及法國人並沒有離開這些地區直到第二次世界大戰以後。在巴勒斯坦，阿拉伯民族主義及錫安主義兩個對立陣營營造了一個讓英國無法解決的狀況。德國阿道夫·希特勒的冒起推動錫安主義者迫切地在巴勒斯坦建立猶太人國家，亦即現代的以色列。

## 安那托利亞
基於一些戰時承諾、軍事行動、秘密協議及條約，俄國、英國、意大利、希臘、亞美尼亞及土耳其人都企圖得到安那托利亞。

### 俄國
1915年3月，沙俄外交大臣謝爾蓋·薩宗諾夫向英國外使喬治·布坎南及法國外使毛里斯·巴列奥洛格表示，俄國最後一個領土要求是希望得到「君士坦丁堡、博斯普魯斯海峽的西岸以及色雷斯南部到密底一線一帶」及「博斯普魯斯海峽、薩卡里亞河部分屬於亞洲的海岸以及伊茲密爾灣的其中一點」。這些文件曾刊載在1917年11月的俄國報章《消息報》上。不過，俄國革命的爆發讓這些計劃告吹。

### 英國
英國希望能夠控制馬爾馬拉海海峽，英國與法國於1918年11月13日佔領了伊斯坦堡。在土耳其獨立戰爭結束及《洛桑條約》簽訂後，軍隊才撤出伊斯坦堡。

### 意大利
1917年，法國、意大利及英國簽署的圣让德莫里耶讷协定內提到，意大利將可接收安那托利亞的西南部，包括伊茲密爾，除了阿達納地區。不過在1919年，希臘總理埃萊夫塞里奧斯·韋尼澤洛斯在巴黎和會獲得准許，得以佔領伊茲密爾而無視圣让德莫里耶讷协定。

### 法國
1916年秘密簽訂的賽克斯-皮科協定裡聲明，法國可獲取哈塔伊、黎巴嫩、敘利亞及安那托利亞東南部分地區。1917年的圣让德莫里耶讷协定又將阿達納地區分給法國。
法國軍隊在1916至1921年間佔據著安那托利亞部分地區，包括煤礦、鐵路、宗古爾達克及卡拿丹那斯埃雷利的黑海港口、伊斯坦堡（與英國共同佔領）以及色雷斯東部的烏松科普魯及奇里乞亞地區。在《安卡拉條約》、《穆丹雅停戰協定》及《洛桑條約》簽訂後，法國放棄了這些地區。

### 希臘

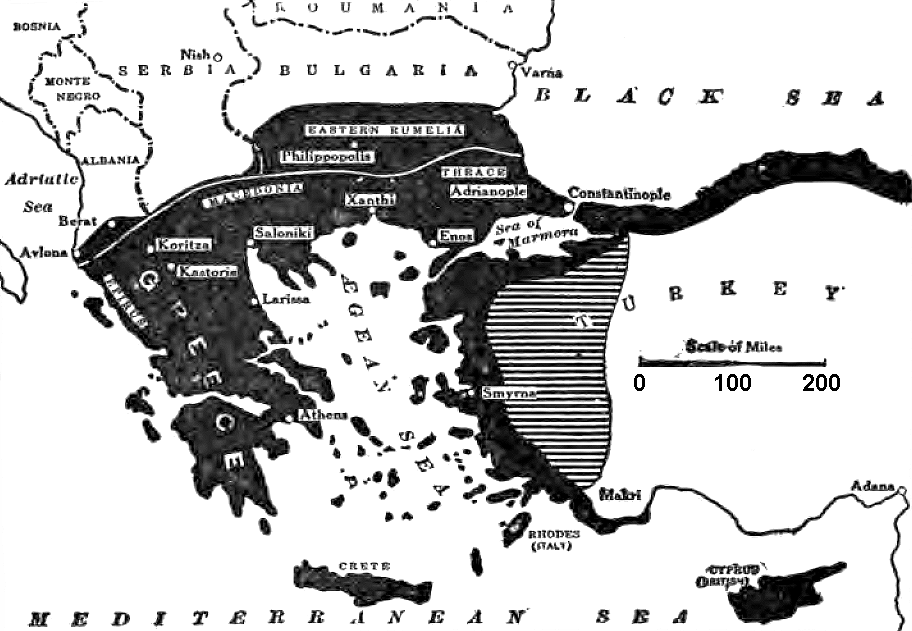
巴黎和會建議界定的希臘。

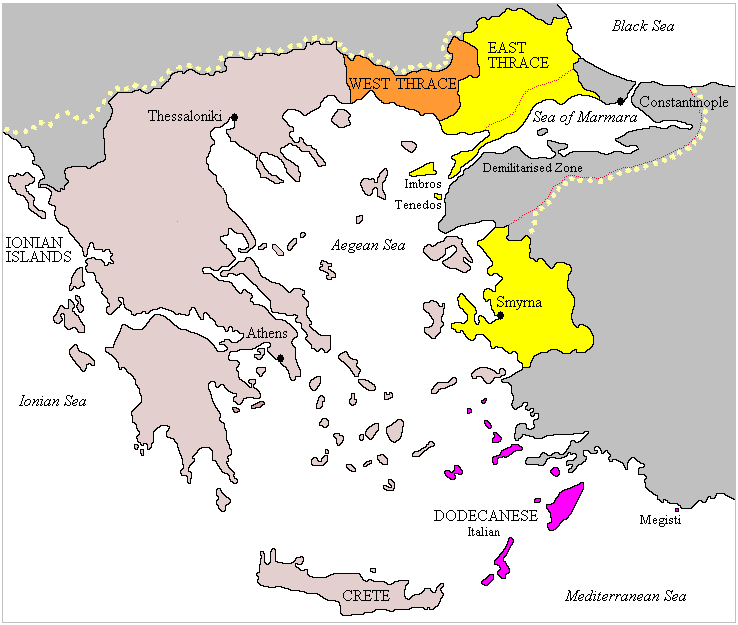
據色佛爾條約希臘分得的土地。

特別是英國首相大衛·勞合·喬治的協約國代表向希臘保證，如希臘能在戰事裡站在協約國一方，希臘可從中得益。希臘將可獲得色雷斯東部、印布洛斯島、忒涅多斯島以及伊茲密爾周邊的安那托利亞西部地區。
1917年5月，希臘國王康斯坦丁流亡海外，埃萊夫塞里奧斯·韋尼澤洛斯返回雅典並與協約國結盟。希臘軍隊在邊境開始對保加利亞採取行動。同年，法國、意大利及英國簽署的圣让德莫里耶讷协定將伊茲密爾分給意大利。
1918年召開的巴黎和會，韋尼澤洛斯根據戰時協議希望能游說各國讓希臘獲得更大的利益，以實現偉大理想，包括在伊庇魯斯北部、色雷斯（包括君士坦丁堡）及小亞細亞建立一個龐大的希臘社區。1919年，雖然面對意大利的反對，但希臘仍能獲得巴黎和會允許佔領伊茲密爾。

### 西南高加索共和國
據穆兹罗斯停战协定規定，奧斯曼軍隊須退回1878年《柏林條約》所規定的邊界，後來西南高加索共和國在1918年成立，由皮尔奥卢·法赫尔丁·贝伊（Piroğlu Fahreddin Bey）領導的臨時政府管治，總部設在卡爾斯。
其後西南高加索共和國與格魯吉亞及亞美尼亞爆發戰爭，英國高級軍官薩默塞特·高霍-卡索普於1919年4月19日佔領卡爾斯，廢除議會並逮捕30名政府官員，又將卡爾斯交給亞美尼亞管治。

### 亞美尼亞
在第一次世界大戰的後期，亞美尼亞人建立了一個臨時政府，後來成為共和國，而亞美尼亞與土耳其分別在戰時及戰後都爆發過戰爭，最終確立了亞美尼亞的邊界。

#### 西亞美尼亞政府

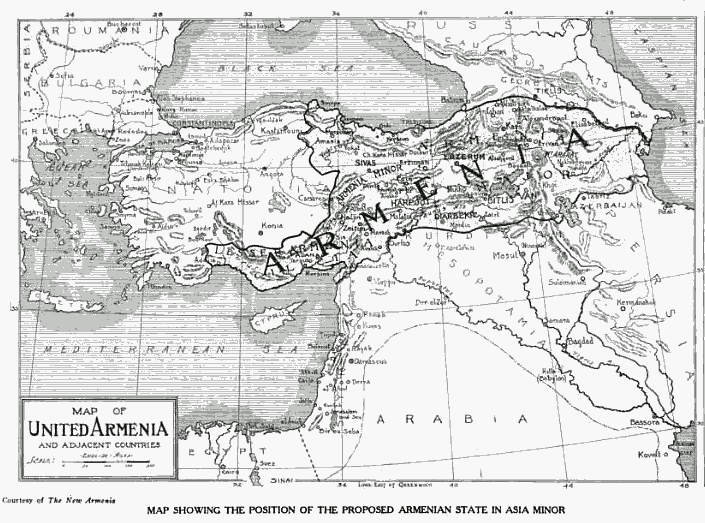
巴黎和會建議界定的亞美尼亞。

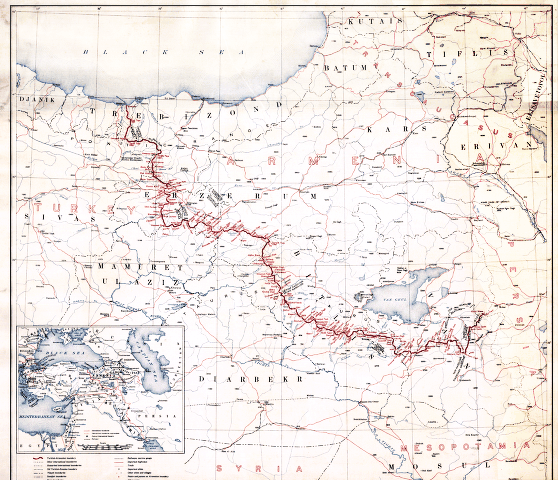
色佛爾條約的威爾遜亞美尼亞。

1915年4月，在俄國的支持下，由凡城抵抗戰的亞美尼亞首領阿拉姆·马努基扬建立了亞美尼亞臨時政府。亞美尼亞民族解放運動期望能夠以幫助俄軍來換取脫離奧斯曼政權的控制，然而沙俄與三國協約簽訂了多個有關安那托利亞領土瓜分的秘密戰時協議，這些協議在1917年被革命者公開以爭取亞美尼亞公眾支持。
與此同時，許多亞美尼亞人流入西亞美尼亞，臨時政府變得更為穩固。約十五萬名亞美尼亞人在埃爾祖魯姆、比特利斯、穆什、凡城一帶安頓。亞美尼亞外使卡列金·帕斯特马季扬及其他亞美尼亞領袖請求亞美尼亞在歐洲戰區的常規軍調動到高加索前線。
俄國革命讓土耳其東部的局勢不穩。1917年12月，奧斯曼帝國的代表與外高加索人民委員部簽署休戰協定，但奧斯曼帝國在東線開始向其第三軍團增援。戰事在1918年2月中再度爆發。亞美尼亞在面對奧斯曼帝國軍及庫爾德非常規部隊的強大壓力下逐一棄守埃爾津詹、埃爾祖魯姆，在4月25日撤出卡爾斯。外高加索人民委員部於是成立外高加索聯邦。1918年5月30日，亞美尼亞人成立亞美尼亞民主共和國。6月4日簽訂《巴統條約》，將亞美尼亞民主共和國的領土收窄到只有一萬一千平方公里。

#### 威爾遜亞美尼亞
在巴黎和會上，流散在外的亞美尼亞人及亞美尼亞革命聯盟認為，1915至1918年之間那些不受奧斯曼帝國控制而又曾經屬於亞美尼亞的地區應屬亞美尼亞民主共和國所有。海外亞美尼亞人從伍德羅·威爾遜的十四點和平原則裡尋找理據，認為他們「有能力管治那些地區」，他們又主張亞美尼亞人是那些地區的主要人口，因為許多土耳其人向西移居。亞美尼亞國家代表團主席博戈·努巴爾又說：「在高加索地區，除去在俄羅斯帝國軍服役的十五萬名亞美尼亞人，還有超過四萬名在安特拉尼克（Antranik）及纳扎尔贝科夫（Nazerbekoff）的領導下幫助解放亞美尼亞人聚居的土耳其省份的義勇軍，他們由布爾什維克撤退開始一直到簽署停戰協定的一刻，一直與高加索人民一起對抗土耳其軍隊。」
美國總統威爾遜接納亞美尼亞人的觀點，並寫道：「他們（亞美尼亞人）在能力範圍內對那些想返回特拉布宗、埃爾祖魯姆、凡城、比特利斯的土耳其難民給予鼓勵和幫助，要知道他們也是戰爭裡的受害者。」會議同意威爾遜有關將亞美尼亞民主共和國擴展至現今土耳其東部的建議 。

### 土耳其共和國
在1918年至1923年之間，由穆斯塔法·凱末爾領導的土耳其民族抵抗運動迫使希臘人及亞美尼亞人離開安那托利亞。土耳其人亦成功平定1920年代庫爾德人的獨立運動。土耳其得到安那托利亞的控制權，自此《色佛爾條約》已無力履行。
1922年11月9日，土耳其與新成立的蘇聯在葉里溫正式批准《卡爾斯條約》，確立了土耳其東面的邊界，並為該區帶來和平。亞美尼亞餘下的部分成為蘇聯的一部分，布爾什維克將卡爾斯、厄德爾、阿爾達漢及阿爾特溫省讓予土耳其，以換取阿扎爾。最終，1923年簽訂的洛桑條約終止了所有戰爭，形成了現今的土耳其共和國。